# 神戸港駅

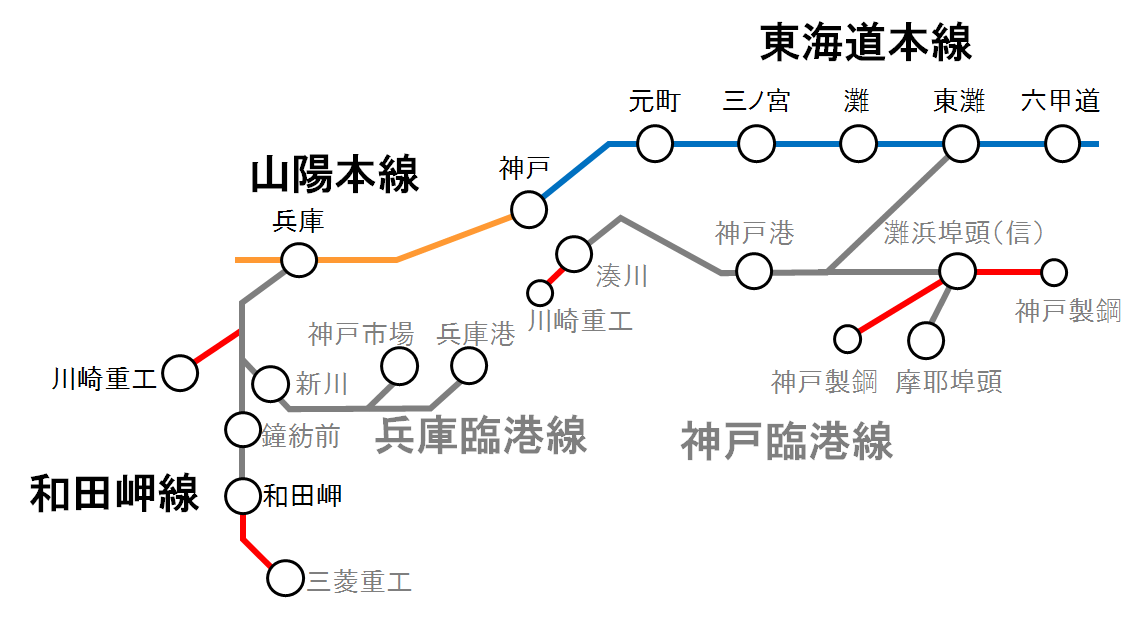
神戸臨港線と和田岬線

神戸港駅（こうべこうえき）は、かつて兵庫県神戸市中央区小野浜町2にあった日本貨物鉄道（JR貨物）の貨物駅である。東海道本線貨物支線（通称、神戸臨港線）の終点であった。日本国有鉄道（国鉄）からJRにかけて、神戸市、特に神戸港の貨物取扱の中心であったが、2003年（平成15年）12月1日に廃止された。
1924年（大正13年）から1940年（昭和15年）頃まで行われていた旅客輸送はボート・トレインを参照。

## 歴史

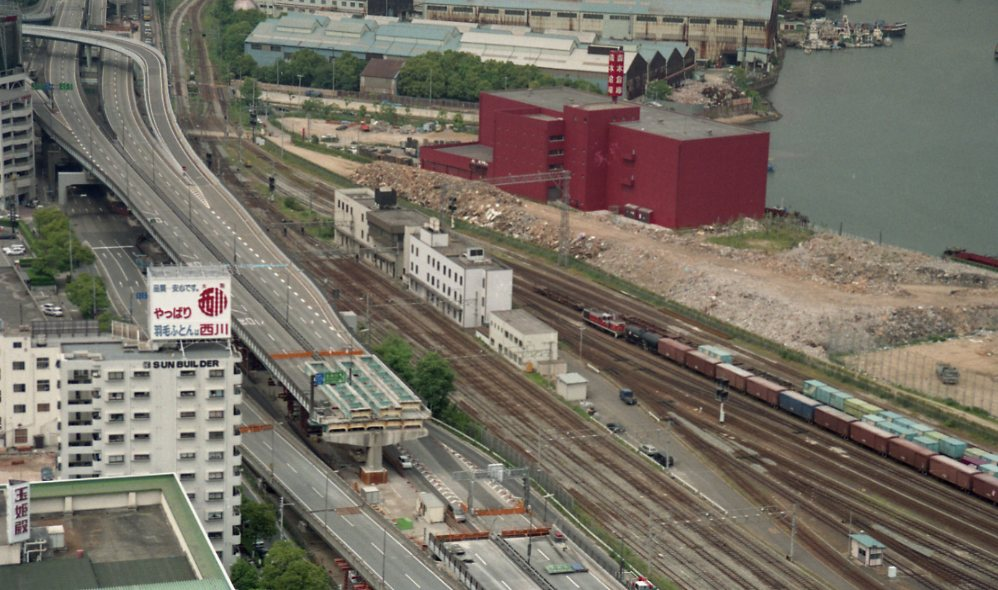
神戸市中央区地区の高所ビルから、震災五ヵ月後の1995年6月2日に、旧、JR貨物神戸港駅を望む。
画像中央の線路に挟まれた三階建ての、薄汚れた細長い白色ビルが当時の駅舎で、コンテナホームは画像の下部に隠れている。
※中央下部の阪神高速3号神戸線は、震災後に耐震化工事で取り壊された為に途切れている。
神戸市の震災サイト【阪神・淡路大震災『1.17の記録』】より。

神戸港に船舶との貨物接続輸送を行うために、1907年（明治40年）に当駅が開設された。当時の名称は小野浜駅であった。1924年（大正13年）に開設された新港第四突堤（神戸ポートターミナル）の神戸港駅（こうべみなとえき）を、1939年（昭和14年）に当駅へ統合し、当駅を神戸港駅（こうべこうえき）に改称した。
1981年（昭和56年）に摩耶埠頭駅や神戸駅前にあった湊川駅からコンテナ取扱業務を集約し、当駅でコンテナ貨物の取扱を本格的に開始、一部構内側線を撤去しコンテナホームが拡張された。
その後、神戸市の阪神・淡路大震災復興事業の一環として再開発されることになり、2003年（平成15年）に廃止され、駅業務は山陽本線上に新設された神戸貨物ターミナル駅に移管された。神戸港駅の廃止・業務移管の構想自体は、国鉄民営化の一環で生じたものであって阪神・淡路大震災以前から存在していたが、神戸市が跡地を再開発するうえで、震災後、復興事業に位置付けたものである。

### 年表
- 1907年（明治40年）8月20日：小野浜荷扱所として開業[1]。
- 1908年（明治41年）頃：小野浜駅に改称。
- 1918年（大正7年）5月1日：三ノ宮駅の貨物取扱業務を当駅に移管。同時に三ノ宮駅は旅客駅になった。
- 1924年（大正13年）8月3日：当駅から神戸港駅（こうべみなとえき）までが開業[1]。ボート･トレイン運行開始。
- 1928年（昭和3年）12月1日：当駅から湊川駅までが開業。
- 1939年（昭和14年）11月1日：神戸港駅を小野浜駅に併合し、小野浜駅を神戸港駅（こうべこうえき）に改称[2]。旧神戸港駅は西部扱所として構内扱いで存続した[3]。
- 1940年頃（昭和15年頃）：ボート・トレイン運行休止に伴い旅客営業休止。
- 1967年（昭和42年）10月：海上コンテナの取扱を試験的に開始。
- 1972年（昭和47年）
  - 4月20日：当駅から摩耶埠頭駅までが開業[4]。
  - 7月：日本初の海上コンテナ専用の定期列車を西名古屋港駅との間で運転開始。
- 1974年（昭和49年）10月1日：旅客営業が正式に廃止[1]。貨物駅になる[1]。
- 1981年（昭和56年）8月20日：湊川駅・摩耶埠頭駅のコンテナ貨物取扱業務を当駅に集約。
- 1984年（昭和59年）2月1日：西部扱所及び新港第一突堤から第三突堤の側線廃止。
- 1985年（昭和60年）3月14日：湊川駅廃止[4]。
- 1986年（昭和61年）11月1日：摩耶埠頭駅廃止[4]。残存していた各突堤及び高浜側線廃止[5]。
- 1987年（昭和62年）4月1日：国鉄分割民営化によりJR貨物の駅となる[1]。
- 1995年（平成7年）1月17日：午前5時46分、阪神・淡路大震災発生。神戸港駅も被害を受ける。
- 1999年（平成11年）3月13日：ポートアイランドコンテナ営業所廃止。それまで営業所内で引き取ったコンテナを当駅から鉄道輸送していた。
- 2003年（平成15年）12月1日：神戸港駅廃止。駅業務は神戸貨物ターミナル駅に移管。

## 駅構造
末期には、2面のコンテナホーム、3本の荷役線、その他仕分線、留置線が数本あった。また1982年（昭和57年）12月に改築された2代目の3階建ての駅舎があった。
1980年（昭和56年）頃まで新港突堤にあった三井倉庫・澁澤倉庫・三菱倉庫など倉庫へ専用線や構内側線が敷設され、有蓋車が乗り入れ貨物輸送を行っていた。このうち三菱倉庫専用線では、隣駅の湊川駅が廃止になったことにより1985年（昭和60年）から麦芽輸送を引き継ぎ、1986年（昭和61年）11月1日に廃止になるまで岡山工場の周辺にある万富駅や、広島工場（現・キリンビアパーク広島）がある東広島駅（現広島貨物ターミナル駅、現在の山陽新幹線東広島駅とは別の駅）に専用線が接続するキリンビール工場へ麦芽を発送していた。
また、現在「HAT神戸」と呼ばれている場所にあった川崎製鉄（現・JFEスチール）阪神製造所や神戸製鋼所神戸製鉄所への専用線があった。川崎製鉄専用線は1970年代まで、神戸製鋼所専用線は1986年（昭和61年）まで鉄鋼製品などを輸送するために使用された。なお、神戸製鋼所専用線の一部は1972年（昭和47年）に摩耶埠頭駅までの国鉄線の一部となり、残部は摩耶埠頭駅分岐扱いになっている。

## 廃止後
神戸港駅跡地は、震災後の復旧事業の一環として、跡地には2010年（平成22年）1月17日に「神戸震災復興記念公園」がオープンした。駅廃止から公園整備まで7年を要したのは、跡地の土壌が鉛などで汚染されていることが判明し、公園建設前に土壌の入替作業が必要となったためである。なお、阪神・淡路大震災前には、跡地にドーム球場を建設し、オリックス・ブルーウェーブ（現・オリックス・バファローズ）の本拠地とする計画もあった。三宮に近い場所に球場ができることがオリックスの神戸移転の条件であったようだが、建設計画時にJR貨物側が賃貸借契約、オリックス側が買収で意見が割れ頓挫、大阪近鉄バファローズとの合併を機に宮内義彦オーナー（当時）により大阪ドームがホーム試合開催地に選択される遠因となった。

## 隣の駅
日本貨物鉄道（JR貨物）
東海道本線（貨物支線、神戸港線）
東灘信号場 - 神戸港駅 - 湊川駅
神戸港駅 - 摩耶埠頭駅